# Irmela Mensah-Schramm

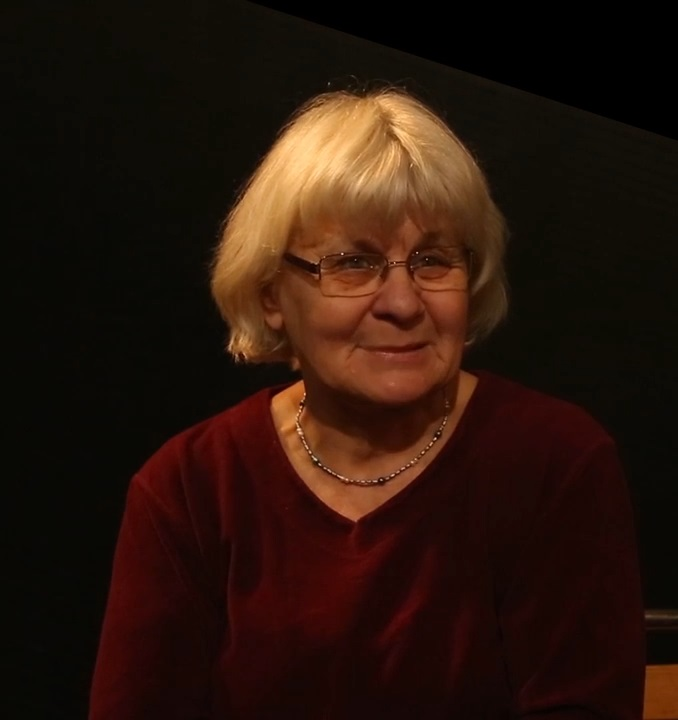
Irmela Mensah-Schramm (2018)

Irmela Mensah-Schramm (* 5. Dezember 1945 in Stuttgart) ist eine Aktivistin für Menschenrechte und eine ehemalige Heilpädagogin an einer Berliner Schule für Menschen mit geistiger Behinderung. Irmela Mensah-Schramm ist bekannt geworden durch ihre kontinuierliche Entfernung von rassistischen und antisemitischen Aufklebern und Graffiti in ganz Deutschland.

## Leben und Wirken

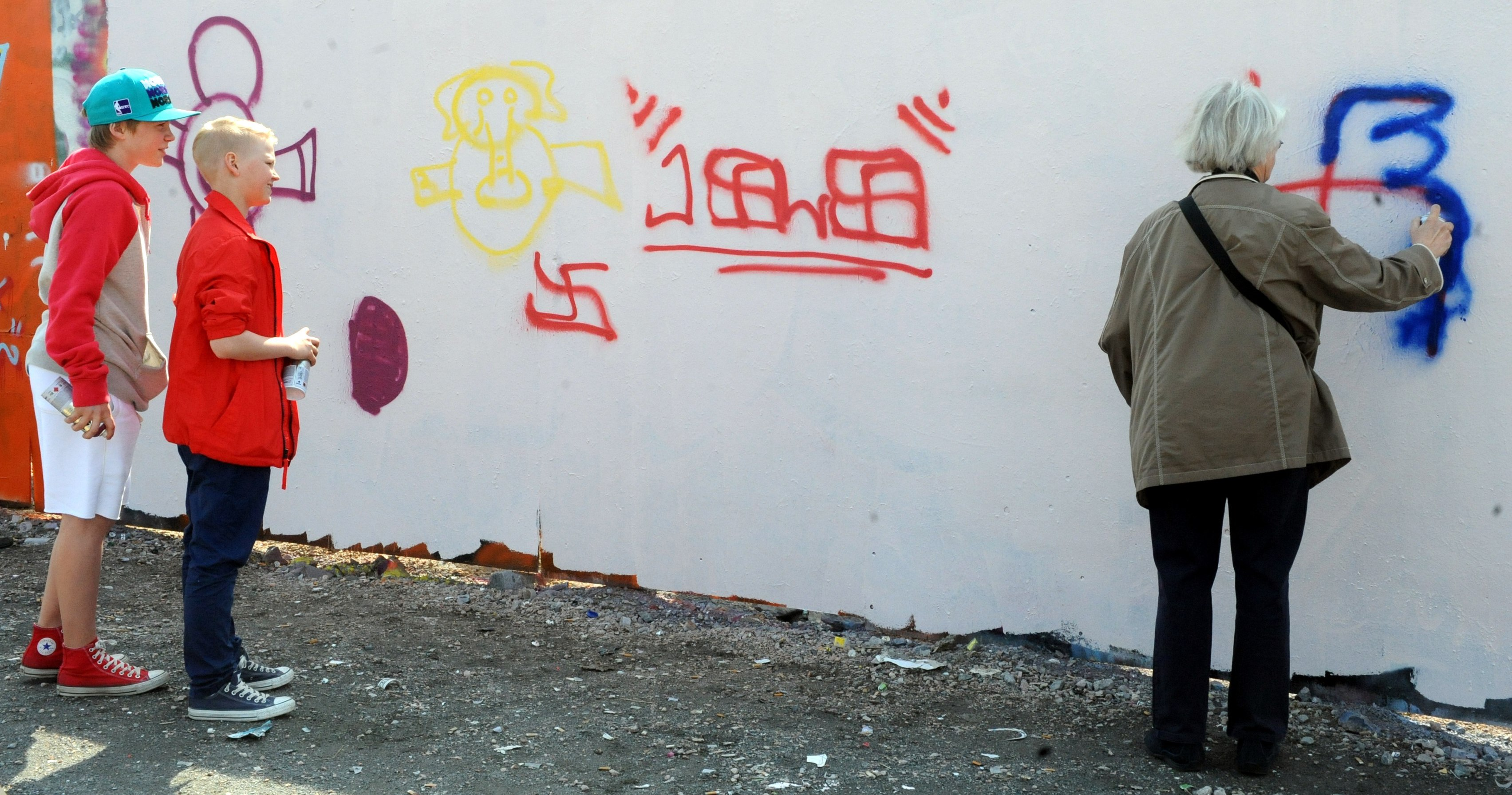
Irmela Mensah-Schramm bei einem Graffiti-Workshop

Irmela Mensah-Schramm hatte zwei Geschwister. Ihre Mutter war Hausfrau, der Vater Staatsschauspieler in Stuttgart. 1969 zog sie für eine berufsbegleitende Ausbildung zur Erzieherin nach West-Berlin.
Von 1969 bis 2006 arbeitete Mensah-Schramm als Erzieherin und Heilpädagogin. In zweiter Ehe war sie mit einem Afrikaner verheiratet. Ab 1975 unterstützte sie die Flüchtlingsberatung bei Amnesty International. Nach der Wende weitete sie ihre Beseitigung von rassistischen Parolen und Zeichen auch auf andere Bundesländer aus. Mit über 100 Ausstellungen zum Thema „Hass vernichtet“ und vielen Unterrichtsbesuchen dokumentiert sie ihre Arbeit, die sie ohne Unterstützung von staatlicher und anderer Seite durchführt. Während ihrer Tätigkeit ist sie oft Anfeindungen ausgesetzt und stößt auf Unverständnis gegenüber ihrem Handeln. Mehrere Verfahren wurden gegen sie eröffnet und wieder eingestellt, neben Gewaltandrohungen erhielt sie auch Morddrohungen. Bei der Beseitigung von Aufklebern und Graffiti ließe sich manchmal die Beschädigung einer Glasscheibe oder eines Firmenschildes nicht umgehen, was sie aber in Kauf nehme, da für sie die Menschenwürde einen höheren Wert habe.
Die erste Propaganda, die sie entfernte und wodurch sie im Jahre 1986 ihre Tätigkeit begann, forderte „Freiheit für Rudolf Heß“. Seit 1991 dokumentiert sie die eigene unentgeltliche Tätigkeit. Mit Stand Januar 2021 umfassten die Nachweise der entfernten rechtsextremen Propaganda 124 Ordner. Von 2007 bis Januar 2021 hatte sie eigenen Angaben zufolge insgesamt ca. 90.000 Sticker und rund 10.000 Graffiti entfernt. Seit dem Renteneintritt im Jahr 2006 ist sie viermal pro Woche außer Haus, um Propaganda zu entfernen. Stand März 2024 hatte sie nach eigener Schätzung 140.000 Naziparolen entfernt.
Eigener Aussage nach sind die Zahlen „88“ und „18“, die Eingang in die rechtsextremen Symbole und Zeichen gefunden haben, die häufigste Propagandaform, die sie entfernt.

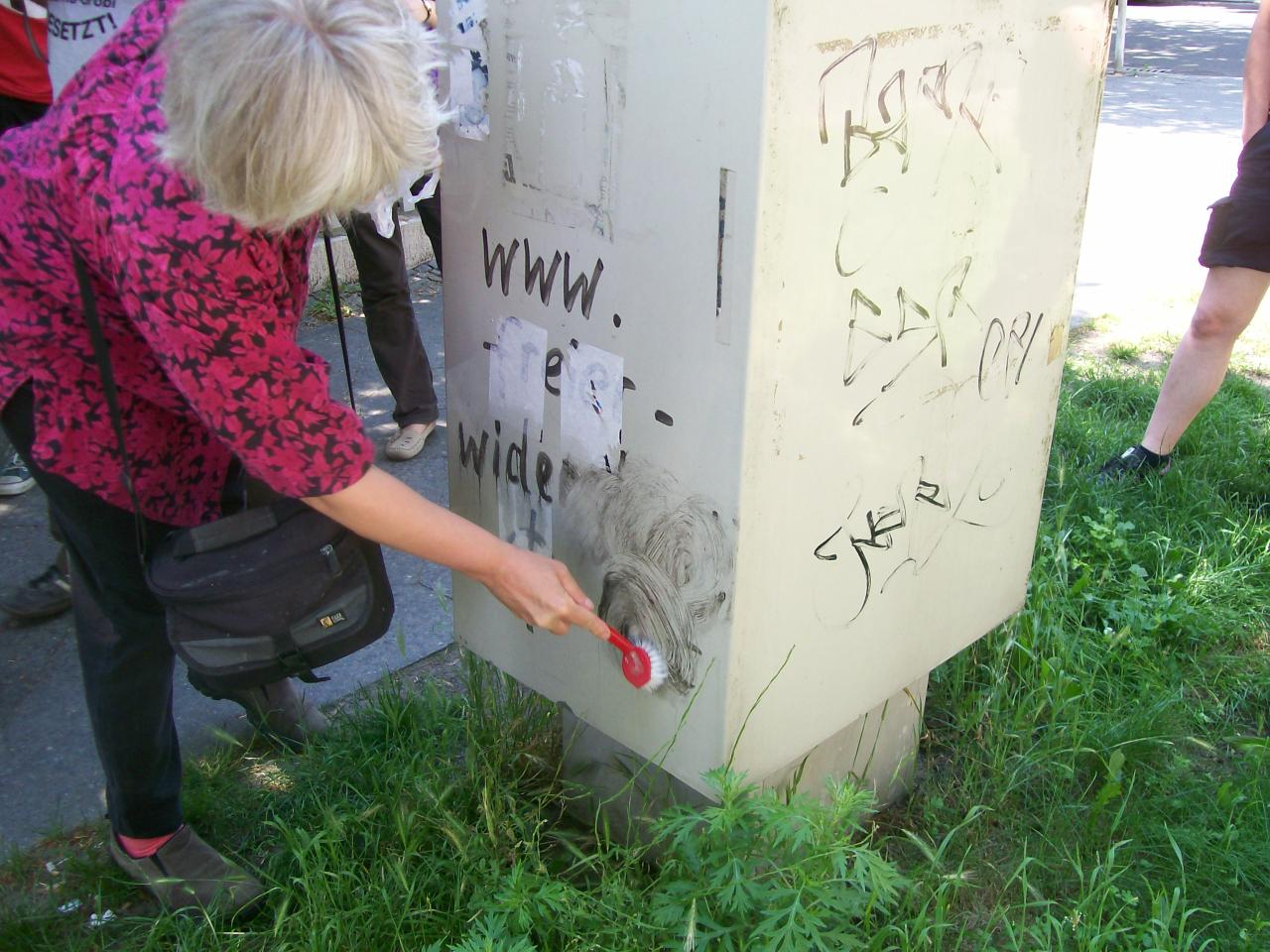
Irmela Mensah-Schramm beim Entfernen neonazistischer Propaganda in Berlin-Frohnau

Als sie 1992 ein Graffito „Türken vergasen“ übermalte, stieß sie ein Mitarbeiter des Wachschutzes der Berliner Verkehrsbetriebe rückwärts zum Bahnwärterhäuschen auf dem S-Bahnhof Friedenau, wodurch sie auf den Hinterkopf stürzte und im Krankenhaus wegen eines leichten Schädel-Hirn-Traumas behandelt werden musste. Er erstattete daraufhin Anzeige wegen Hausfriedensbruch, Sachbeschädigung und Körperverletzung, sie wiederum zeigte den Wachschutz-Mitarbeiter wegen Körperverletzung an, beide Verfahren wurden eingestellt. Seit langem schon hat sie es sich zur Gewohnheit gemacht, niemals ohne eine Tasche mit Fotoapparat, Bürsten, Pinseln, Lösungsmitteln und Farbe außer Haus zu gehen. Der Liedermacher Gerhard Schöne ehrte sie mit dem Lied „Die couragierte Frau“.
Am 27. Mai 2018 wurde sie am Rande einer AfD-Demonstration, gegen die sie protestierte, vorübergehend festgenommen und erkennungsdienstlich behandelt, weil sie einem Platzverweis nicht nachgekommen sei. Sie gab allerdings an, sich zuvor mit zwei Polizistinnen auf ihren Standort geeinigt zu haben, die Polizei verwies auf Sicherheitsgründe für die Festnahme.
Irmela Mensah-Schramms umfangreiche Sammlung selbst entfernter Aufkleber bildete einen wesentlichen Teil der Ausstellung „Angezettelt. Antisemitische und rassistische Aufkleber von 1880 bis heute“, die 2016 im Deutschen Historischen Museum Berlin gezeigt wurde. Ein Raum der Ausstellung porträtierte Mensah-Schramm und ihre Arbeit.
1981 wurde Mensah-Schramm Mitglied der „Alternativen Liste“, der Vorgängerorganisation von Bündnis 90/Die Grünen Berlin. Sie ist außerdem Mitglied der Zehlendorfer Friedensinitiative.

## „Merke! Hass weg“
Im Mai 2016 übersprühte Mensah-Schramm in einem Fußgängertunnel im Berliner Bezirk Zehlendorf die Forderung „Merkel muss weg“ in „Merke! Hass weg“ um. Sie begründete dies damit, dass eine solche Forderung nur „eine Pegida-Hass-Parole“ sein könne. Die Staatsanwaltschaft Berlin leitete ein Strafverfahren wegen Sachbeschädigung ein, nachdem Anwohner die Polizei verständigt und deren Streifenbeamte eine Anzeige gefertigt hatten. Sie wurde Anfang Oktober 2016 zu 1.800 Euro Geldstrafe auf ein Jahr Bewährung verurteilt, da sie den Schriftzug vergrößert und die Farbe Pink verwendet habe. Die Staatsanwältin kündigte Berufung an, weil das Urteil „zu milde“ und die Verurteilte „uneinsichtig“ sei. Irmela Mensah-Schramm kündigte daraufhin ebenfalls Berufung an. Das Verfahren wurde im Juli 2017 eingestellt, nachdem die Berliner Senatsverwaltung ihren Strafantrag zurückgezogen und die Staatsanwaltschaft das öffentliche Interesse an einer Strafverfolgung verneint hatte.
2017 startet der Verein „Erinnern und VerANTWORTung“ eine Petition für Irmela Mensah-Schramm. Die Kommentare der Unterstützer sollen als Buch an Irmela Mensah-Schramm übergeben werden.
Im Dezember 2018 übersprühte sie in Eisenach in einem Schriftzug „NS-Zone“ das „NS“ mit einem Herz, wurde dafür im Oktober 2019 vom Amtsgericht Eisenach wegen Sachbeschädigung zu einer Geldstrafe von 1050 Euro verurteilt und im März 2020 in der Revision vom Thüringer Oberlandesgericht wegen geringer Schuld, mangelnden öffentlichen Interesses und lückenhafter Beweise freigesprochen.
Am 13. Dezember 2019 veröffentlichte Irmela Mensah-Schramm gemeinsam mit Rapperin Pilz ein Dokumentationsvideo. In diesem Video ist zu sehen, wie sie rechte verfassungswidrige Schmierereien und Sticker übermalen bzw. entfernen. Auch wird Briefverkehr mit der Stadtverwaltung der Hansestadt Lübeck veröffentlicht, was ein träges Verhalten der Stadtverwaltung belegen soll. Der Dokumentation zufolge wurden verfassungswidrige Schmierereien erst sechs Wochen nach erster Meldung nur teilweise entfernt, weshalb die Rapperin sich dafür entschied, die Schmierereien mit Irmela Mensah-Schramm unkenntlich zu machen.

## Auszeichnungen
- 1996: Bundesverdienstmedaille – wurde von ihr 2000 zurückgegeben, nachdem sie erfuhr, dass der ehemalige NPD- und spätere CDU-Politiker Heinz Eckhoff, der zur Zeit des Dritten Reichs Mitglied der SS war, ebenfalls mit dem Bundesverdienstkreuz geehrt wurde.[19]
- 1998: „Band für Mut und Verständigung“ der Initiative „Gemeinsam für Ausländer“ vom Amt der/des Ausländerbeauftragten des Senats von Berlin
- 2005: Erich-Kästner-Preis des Presseclubs Dresden e. V. „für ihre Zivilcourage“
- 2006: Preis Aktiv für Demokratie und Toleranz der deutschen Bundesregierung
- 2015: Göttinger Friedenspreis[20]
- 2016: Silvio-Meier-Preis[21]
- 2021: Preis für Zivilcourage der Solbach-Freise-Stiftung